# Gabón en los Juegos Olímpicos de Los Ángeles 1984
Gabón estuvo representado en los Juegos Olímpicos de Los Ángeles 1984 por cuatro deportistas, dos hombres y dos mujeres, que compitieron en dos deportes.
La portadora de la bandera en la ceremonia de apertura fue la atleta Odette Mistoul. El equipo olímpico gabonés no obtuvo ninguna medalla en estos Juegos.